# Luchtpiraten
Luchtpiraten (Frans: Pirates du ciel) is het achtste album uit de Franco-Belgische strip Tanguy en Laverdure van Jean-Michel Charlier (scenario) en Albert Uderzo (tekening).
Het verhaal verscheen in voorpublicatie in het Franse stripblad Pilote van 23 september 1965 (nummer 309) tot en met 11 augustus 1966 (nummer 355). In 1967 werd het verhaal in albumvorm uitgegeven bij Dargaud. In het Nederlands verscheen het verhaal in het stripblad Pep van nummer 48 in 1970 tot nummer 20 in 1970. De albumuitgave volgde pas in 1976 bij Dargaud Benelux/Oberon. 
In 1970 werd het album in het Nederlands uitgegeven door Lombard.
Een aantal pagina's zijn getekend door Marcel Uderzo, de jongere broer van Albert. Omdat Albert aangaf te willen stoppen met de reeks omdat hij het te druk kreeg met Asterix, werd naar een vervanger gezocht. Eén plaats werd door Jean Giraud getekend, die ook al met Charlier samen werkte voor Blueberry, maar uiteindelijk zou de keuze op Jijé vallen. 

## Het verhaal
Tanguy en Laverdure zijn in Bamako met hun Mirages voor een luchtshow. Net voor de landing breekt noodweer los, Laverdure wordt de pas afgesneden door een P-51 Mustang waarbij hij bijna omkomt. De piloot van de Mustang, Muller, beweerde dat hij geen benzine meer had en niet anders kon dan landen. In een restaurant komt het tot een confrontatie tussen Muller en Laverdure. Muller verliest een papier dat een kelner opraapt en aan Laverdure geeft, denkende dat hij het heeft laten vallen. Laverdure ziet dat het een tekening is van een boordkanon en samen met Tanguy leidt hij af dat Muller een huurling moet zijn. Enkele dagen later krijgen ze tijdens een vlucht een noodoproep. Er kan echter geen hulp meer baten, een DC-6 is neergestort in de jungle. Bij het onderzoeken van het wrak komen ze tot de vaststelling dat het vliegtuig neergehaald moet zijn. Dit vinden ze erg vreemd aangezien het vliegtuig nagenoeg leeg was. Tanguy vermoedt dat het Muller was die het vliegtuig neergehaald heeft, maar snapt niet waarom. Dan vertelt Laverdure, die verliefd is op de stewardess Martine dat een vlucht met een DC-6 van president Yamago geannuleerd was op het moment dat de andere DC-6 neergehaald werd. Tanguy ontrafeld dat die tweede DC-6 er per toeval was en dat het vliegtuig met president Yamago het eigenlijke doelwit was.
Tanguy bedenkt een list en wil een andere DC-6 laten vliegen op het moment dat Yamago een nieuwe vlucht neemt. Michel en een oude vriend zullen de DC-6 besturen terwijl Laverdure en nog drie anderen met andere toestellen de achtervolging in zetten. De list slaagt en Michel neemt met zijn vliegtuig de plaats van president Yamago in die een andere route neemt, waarvan enkel de piloot van het vliegtuig op de hoogte was. Door een zwaar onweer valt het plan van de achtervolging echter in duigen en wordt het vliegtuig van Michel belaagde door Muller en een tweede vliegtuig. Ze worden geraakt en Michel kan een noodlanding maken en er heelhuids afkomen. De opdrachtgever van Muller wil dat hij terugkeert naar het wrak om daar papieren van Yamago op te halen. Tanguy kan hem overmeesteren en stapt in het vliegtuig van Muller en zijn kompaan leidt hem recht naar de basis van Muller waar Tanguy de verraders onder schot houdt. Ernest is net op tijd daar om hem bij te staan zodat het avontuur goed afloopt. 